# Municipio de Canisteo
El municipio de Canisteo (en inglés: Canisteo Township) es un municipio ubicado en el condado de Dodge en el estado estadounidense de Minnesota. En el año 2010 tenía una población de 654 habitantes y una densidad poblacional de 7,09 personas por km².

## Geografía
El municipio de Canisteo se encuentra ubicado en las coordenadas 43°58′22″N 92°44′50″O / 43.97278, -92.74722. Según la Oficina del Censo de los Estados Unidos, el municipio tiene una superficie total de 92.28 km², de la cual 92,24 km² corresponden a tierra firme y (0,05 %) 0,04 km² es agua.

## Demografía
Según el censo de 2010, había 654 personas residiendo en el municipio de Canisteo. La densidad de población era de 7,09 hab./km². De los 654 habitantes, el municipio de Canisteo estaba compuesto por el 97,71 % blancos, el 0,31 % eran amerindios, el 0,46 % eran asiáticos, el 0,61 % eran de otras razas y el 0,92 % eran de una mezcla de razas. Del total de la población el 1,83 % eran hispanos o latinos de cualquier raza.